# Presa de Saucelle
La presa de Saucelle, también conocida como salto de Saucelle, es una obra de ingeniería hidroeléctrica construida en el curso medio del río Duero, a 8 km de la localidad salmantina de Saucelle, en plena frontera entre España y Portugal.
El tramo en el que se sitúa se conoce como «arribes del Duero», una profunda depresión geográfica que establece la frontera entre España y Portugal. Al lado de la presa se localiza el poblado del Salto de Saucelle, levantado para dar cobijo a las familias de los obreros que la construían.
Forma parte del sistema Saltos del Duero junto con las infraestructuras instaladas en Aldeadávila, Almendra, Castro, Ricobayo y Villalcampo.

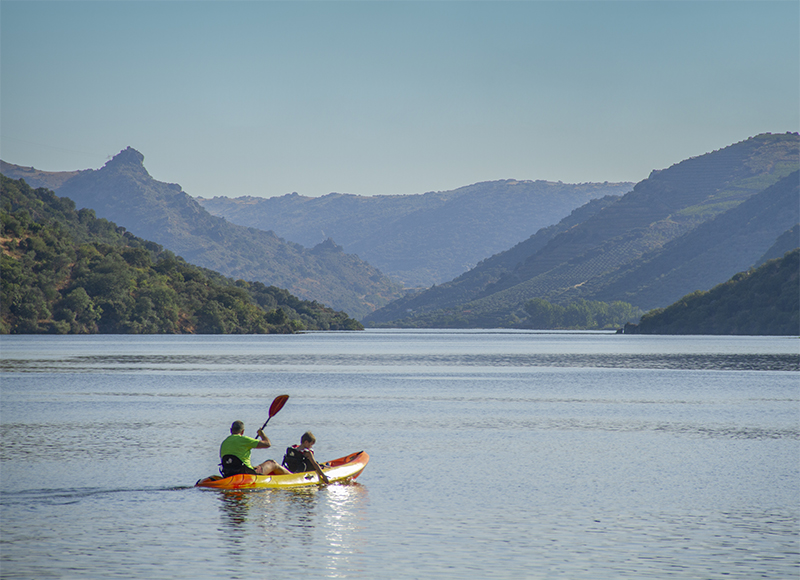
Piragüismo en Vilvestre
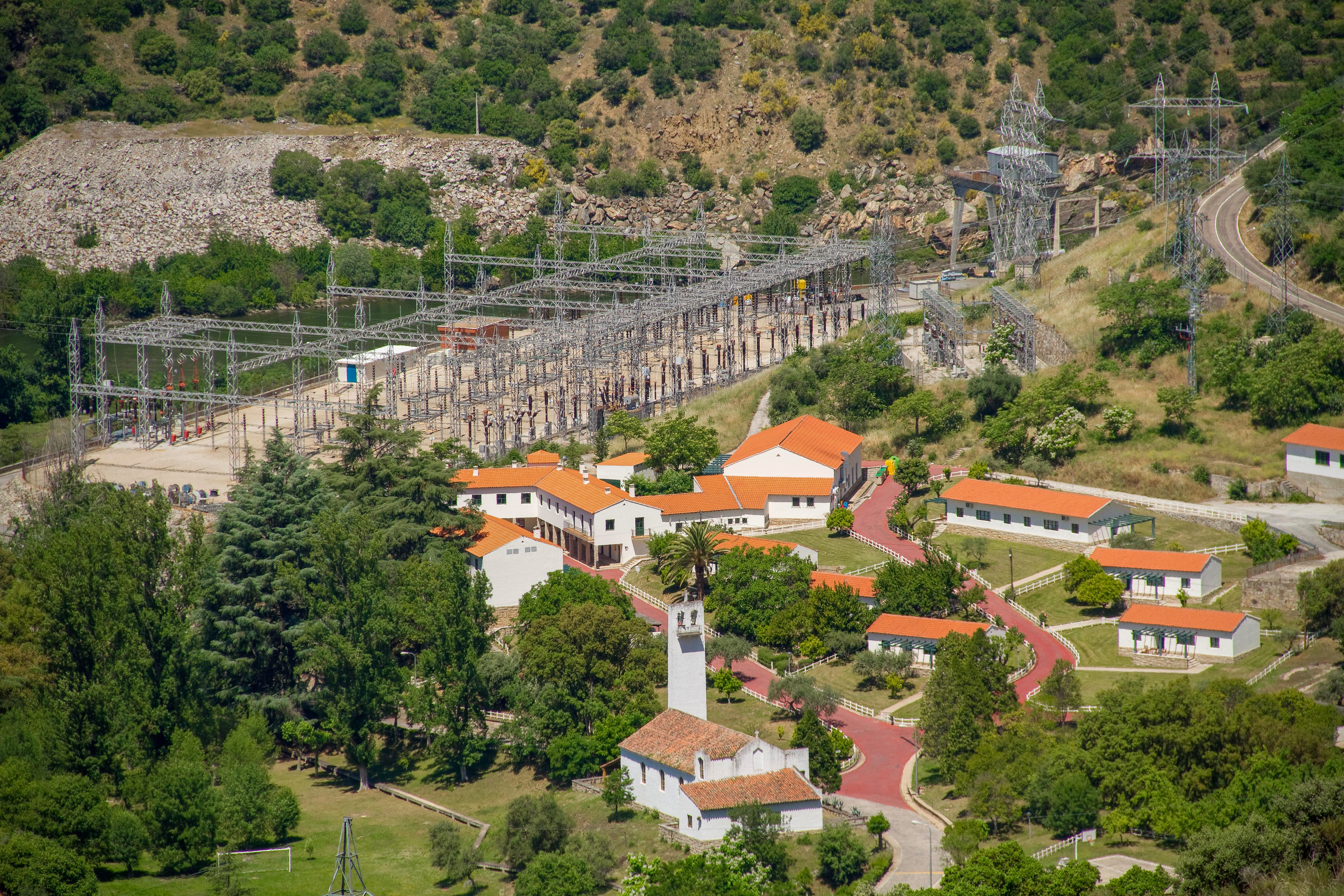
Subestación de Saucelle I
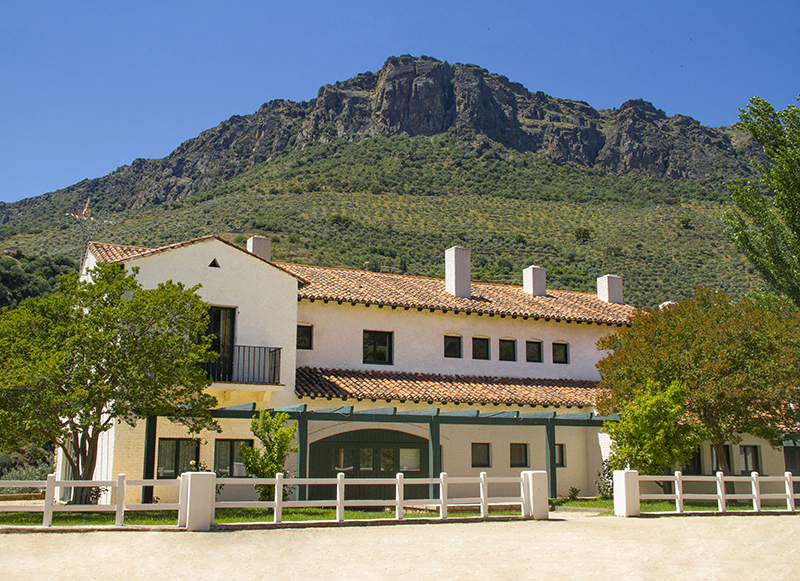
Poblado del Salto de Saucelle
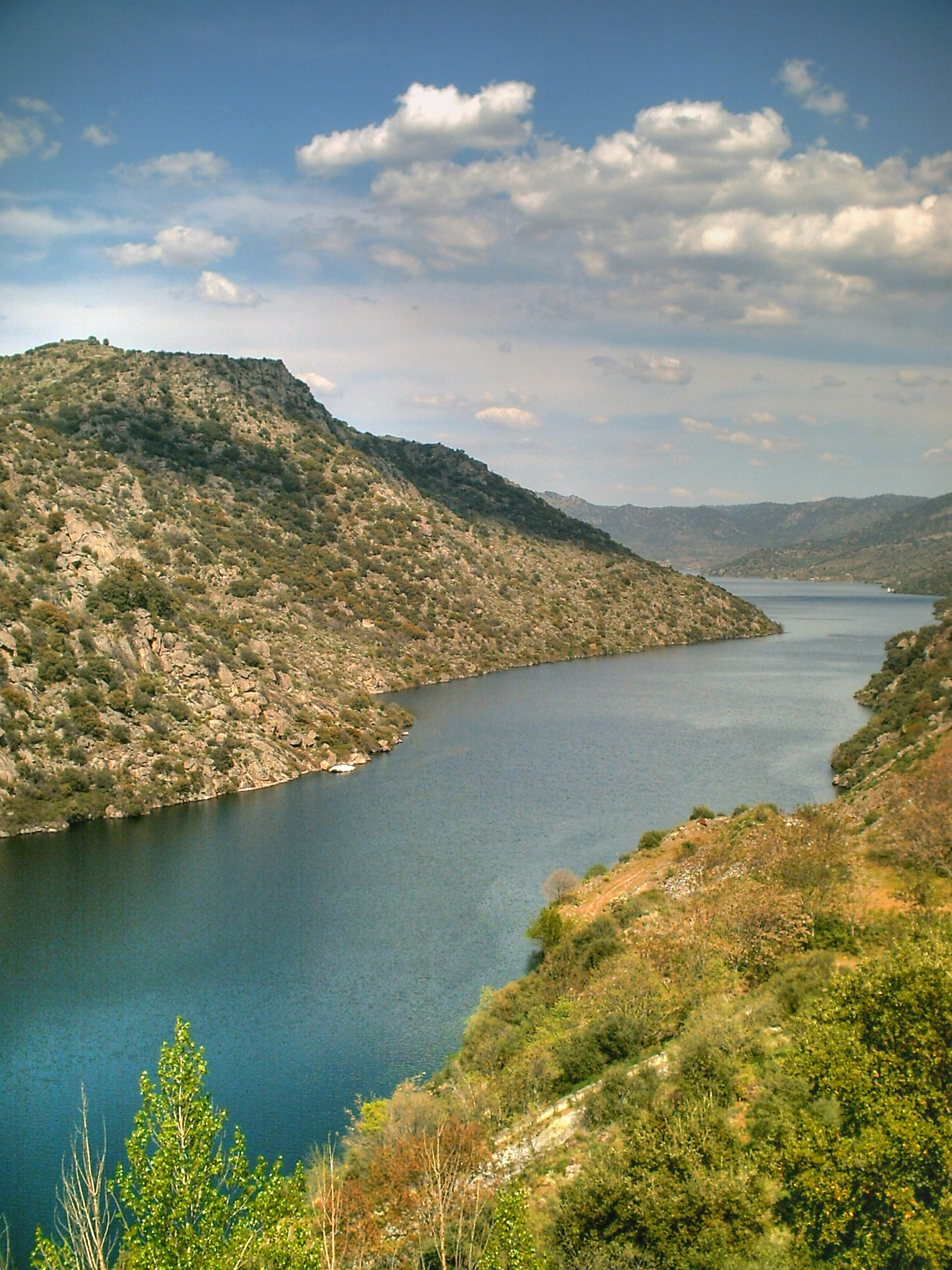
Vista del embalse
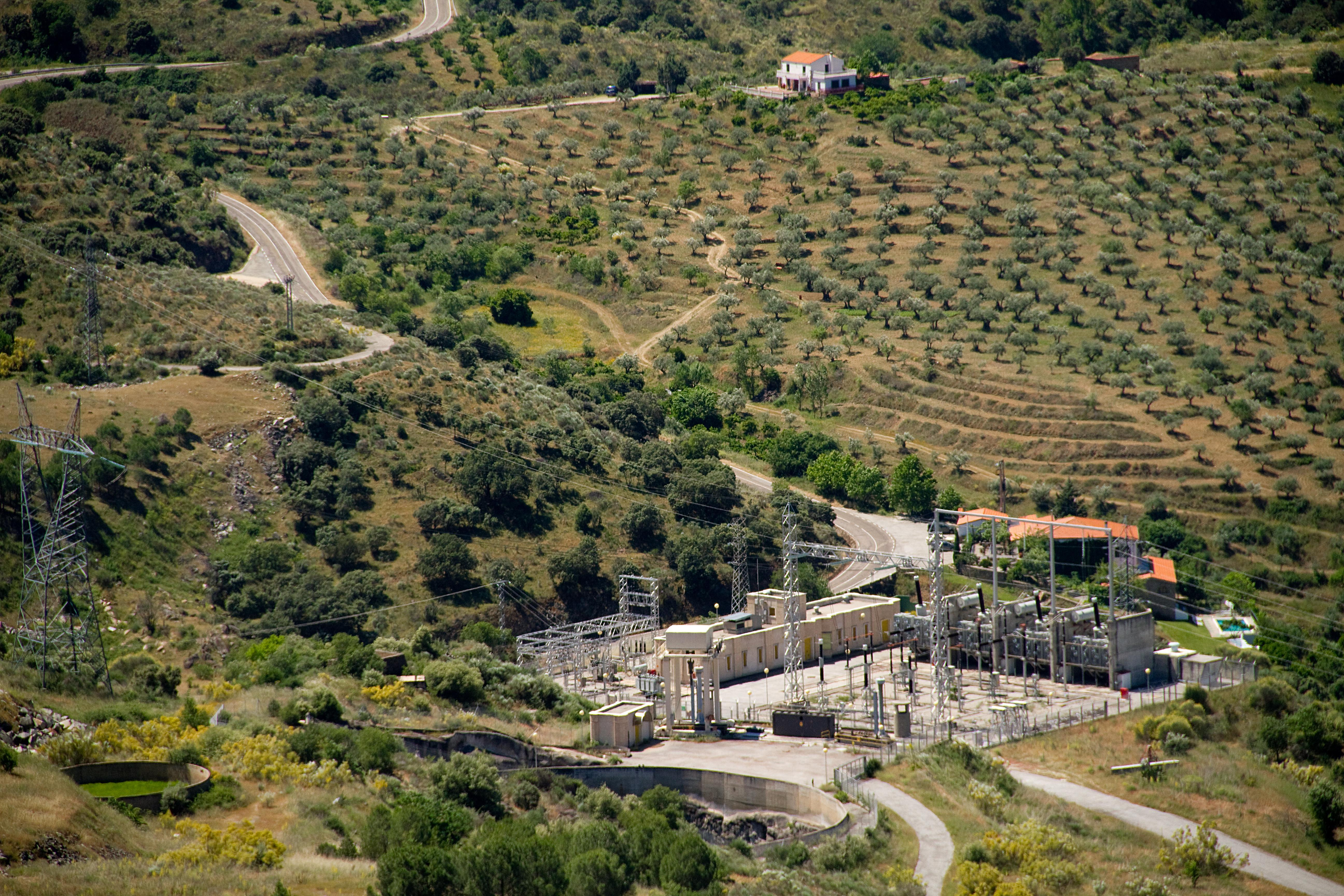
Subestación de Saucelle II